# Эйтерло, Рафаэль
Рафаэль Эйтерло (нидерл. Rafael Uiterloo; 7 декабря 1990, Амстердам, Нидерланды) — нидерландский футболист, нападающий.

## Биография
Рафаэль Эйтерло родился 7 декабря 1990 года в городе Амстердам. Футбольную карьеру Эйтерло начал в своём родном городе в районе Мидденвег, в клубе «Ворланд». Позже Рафаэль начал выступать за амстердамский клуб «Зебюргиа», а затем перешёл в молодёжный состав другого клуба из Амстердама в «Аякс». Летом 2008 года перешёл в «Утрехт», поскольку шансы пробиться в основную команду «Аякса» были очень малы.
В Высшем дивизионе Нидерландов Рафаэль дебютировал 30 августа 2008 года в домашнем матче против ПСВ. Дебютный матч для Эйтерло выдался не слишком удачно, хотя Рафаэль и отметился забитым голом в концовке матча, но его команда всё же крупно уступила ПСВ со счётом 1:5.
В начале февраля 2009 года Рафаэль заключил с «Утрехтом» новый контракт, который рассчитан на два с половиной года, тогда как предыдущее соглашение истекало летом 2010 года. Всего, в дебютном сезоне Рафаэль сыграл девять матчей и забил один гол в чемпионате Нидерландов 2008/09.
В конце июня руководство «Утрехта» договорилось с клубом «Омниворлд» о годичной аренде Эйтерло. Решение об аренде было принято после того, как «Утрехт» приобрёл у «Витесса» форварда Рикки ван Волфсвинкела, и поэтому Эйтерло пришлось отдать в аренду, для того, чтобы он имел игровую практику.